# Natalie Williams
Pour les articles homonymes, voir Natalie Williams (homonymie) et Williams.
Natalie Williams, née le 30 novembre 1970 à Long Beach, en Californie, est une joueuse puis dirigeante américaine de basket-ball. Elle évoluait au poste d'ailier. Elle est la fille de l'ancien basketteur Nate Williams.

## Biographie
Natalie Williams intègre l'université de Californie à Los Angeles dont elle sort diplômée en 1994. Elle évolue dans les équipes de basket-ball et de volley-ball des Bruins. Elle est élue All-America dans ces deux sports la même, devenant la première femme à réussir cette performance. Elle remporte le titre de championne NCAA de volley-ball en 1990 et 1991. Elle dispute trois saisons avec le Power de Portland en American Basketball League de 1996 à 1998. Après la faillite de l'ABA, elle rejoint la WNBA, sélectionnée par l'équipe des Starzz de l'Utah au 3e rang de la draft WNBA 1999. Elle y demeure trois saisons avant d'être transférée au Fever de l'Indiana en 2003. Natalie Williams met un terme à sa carrière à l'issue de la saison 2005, indiquant qu'elle veut se consacrer à l'éducation de ses jumelles qu'elle a adoptées. Elle devient entraîneuse-adjointe de l'équipe de basket-ball du lycée Skyline à Salt Lake City.
Après sa carrière de joueuse, elle devient, en 2022, manager general des Aces de Las Vegas. Elle est limogée en octobre 2024.

## Palmarès
- Championne olympique 2000
- Championne du monde 1998
- Championne du monde 2002

## Distinctions personnelles
- Sélection WNBA pour de la rencontre The Game at Radio City en 2004
- Meilleur cinq de la WNBA (1999, 2000, 2001)